# Golbey
Golbey  est une commune française située dans le département des Vosges, en Lorraine. La commune fait aujourd'hui partie de la région administrative Grand Est.
Ses habitants sont appelés les Golbéens.

## Géographie

### Localisation
La commune est située au nord-ouest d'Épinal dont elle est limitrophe, implantée sur la rive gauche de la Moselle.
Elle est traversée par le canal de l'Est qui s'oriente au sud-ouest vers Les Forges. La forêt de Souche-Thaon occupe l'ouest du territoire communal.

### Géologie et relief
Hydrogéologie et climatologie : Système d’information pour la gestion des eaux souterraines du bassin Rhin-Meuse :
Territoire communal : Occupation du sol (Corinne Land Cover); Cours d'eau (BD Carthage),
Géologie : Carte géologique; Coupes géologiques et techniques,
 Hydrogéologie : Masses d'eau souterraine; BD Lisa; Cartes piézométriques.

### Hydrographie et les eaux souterraines
La commune se situe dans le bassin versant du Rhin au sein du bassin Rhin-Meuse. Elle est drainée par la Moselle, le ruisseau d'Olima et le canal de l'Est (Branche d’Épinal),.
La Moselle, d’une longueur totale de 560 kilomètres dont 315 kilomètres coulent en France, prend sa source dans le massif des Vosges, au col de Bussang, et se jette dans le Rhin à Coblence, en Allemagne.

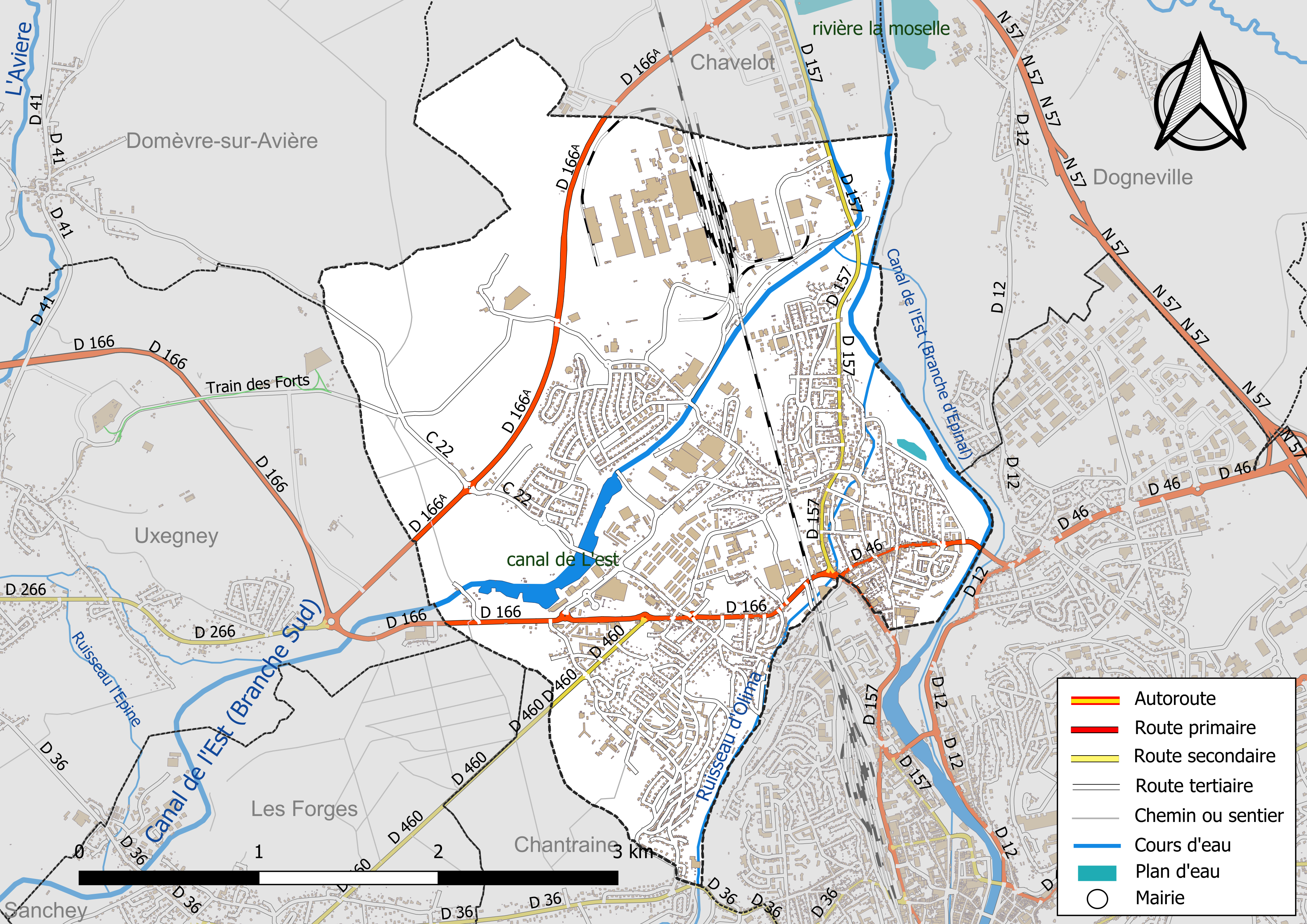
Réseaux hydrographique et routier de Golbey.

La qualité des eaux de baignade et des cours d’eau peut être consultée sur un site dédié géré par les agences de l’eau et l’Agence française pour la biodiversité.

### Climat
Pour des articles plus généraux, voir Climat du Grand Est et Climat des Vosges.
En 2010, le climat de la commune est de type climat de montagne, selon une étude du Centre national de la recherche scientifique s'appuyant sur une série de données couvrant la période 1971-2000. En 2020, Météo-France publie une typologie des climats de la France métropolitaine dans laquelle la commune est exposée à un climat semi-continental et est dans la région climatique  Lorraine, plateau de Langres, Morvan, caractérisée par un hiver rude (1,5 °C), des vents modérés et des brouillards fréquents en automne et hiver. 
Pour la période 1971-2000, la température annuelle moyenne est de 9,6 °C, avec une amplitude thermique annuelle de 17 °C. Le cumul annuel moyen de précipitations est de 1 099 mm, avec 13 jours de précipitations en janvier et 10,2 jours en juillet. Pour la période 1991-2020, la température moyenne annuelle observée sur la station météorologique de Météo-France la plus proche, « Épinal », sur la commune de Dogneville à 3 km à vol d'oiseau, est de 10,3 °C et le cumul annuel moyen de précipitations est de 907,0 mm. 
La température maximale relevée sur cette station est de 39,3 °C, atteinte le 25 juillet 2019 ; la température minimale est de −18,9 °C, atteinte le 12 janvier 1987,,. 
| Mois                                  | jan.             | fév.             | mars           | avril           | mai             | juin          | jui.          | août           | sep.            | oct.            | nov.             | déc.            | année      |
| ------------------------------------- | ---------------- | ---------------- | -------------- | --------------- | --------------- | ------------- | ------------- | -------------- | --------------- | --------------- | ---------------- | --------------- | ---------- |
| Température minimale moyenne (°C)     | −0,9             | −0,8             | 1,2            | 3,7             | 7,8             | 11,3          | 13,2          | 12,9           | 9,3             | 6,5             | 2,7              | 0,2             | 5,6        |
| Température moyenne (°C)              | 2                | 2,9              | 6,2            | 9,5             | 13,5            | 17,1          | 19,1          | 18,9           | 14,8            | 10,8            | 5,9              | 3               | 10,3       |
| Température maximale moyenne (°C)     | 4,9              | 6,6              | 11,1           | 15,3            | 19,2            | 22,9          | 25,1          | 24,9           | 20,3            | 15,2            | 9,2              | 5,7             | 15         |
| Record de froid (°C) date du record   | −18,9 12.01.1987 | −17,1 07.02.1991 | −17,8 01.03.05 | −7,5 08.04.03   | −1,6 01.05.1989 | 0,9 03.06.06  | 4,4 31.07.15  | 2,6 30.08.1998 | −0,6 29.09.1987 | −6,7 30.10.1997 | −13,6 23.11.1998 | −18,8 24.12.01  | −18,9 1987 |
| Record de chaleur (°C) date du record | 17,4 05.01.1999  | 20,6 27.02.19    | 24,5 31.03.21  | 27,6 27.04.1993 | 31 25.05.09     | 36,8 18.06.22 | 39,3 25.07.19 | 38 09.08.03    | 32,8 15.09.20   | 27,9 08.10.23   | 23,1 08.11.15    | 17,8 16.12.1989 | 39,3 2019  |
| Ensoleillement (h)                    | 626              | 865              | 1 425          | 1 775           | 2 065           | 2 251         | 2 377         | 2 205          | 1 705           | 1 128           | 639              | 538             | 17 598     |
| Précipitations (mm)                   | 76,7             | 65               | 67,1           | 61,8            | 82,1            | 73,1          | 71,5          | 72,6           | 77,1            | 88,8            | 83,1             | 88,1            | 907        |

| Diagramme climatique                                  |           |             |             |             |              |              |              |             |             |            |            |
| J                                                     | F         | M           | A           | M           | J            | J            | A            | S           | O           | N          | D          |
| 4,9−0,976,7                                           | 6,6−0,865 | 11,11,267,1 | 15,33,761,8 | 19,27,882,1 | 22,911,373,1 | 25,113,271,5 | 24,912,972,6 | 20,39,377,1 | 15,26,588,8 | 9,22,783,1 | 5,70,288,1 |
| Moyennes : • Temp. maxi et mini °C • Précipitation mm |           |             |             |             |              |              |              |             |             |            |            |

Les paramètres climatiques de la commune ont été estimés pour le milieu du siècle (2041-2070) selon différents scénarios d'émission de gaz à effet de serre à partir des nouvelles projections climatiques de référence DRIAS-2020. Ils sont consultables sur un site dédié publié par Météo-France en novembre 2022.

## Urbanisme

### Typologie
Au 1er janvier 2024, Golbey est catégorisée centre urbain intermédiaire, selon la nouvelle grille communale de densité à sept niveaux définie par l'Insee en 2022.
Elle appartient à l'unité urbaine d'Épinal, une agglomération intra-départementale regroupant douze  communes, dont elle est une commune de la banlieue,,. Par ailleurs la commune fait partie de l'aire d'attraction d'Épinal, dont elle est une commune du pôle principal,. Cette aire, qui regroupe 118 communes, est catégorisée dans les aires de 50 000 à moins de 200 000 habitants,.

### Occupation des sols
L'occupation des sols de la commune, telle qu'elle ressort de la base de données européenne d’occupation biophysique des sols Corine Land Cover (CLC), est marquée par l'importance des territoires artificialisés (67,5 % en 2018), en augmentation par rapport à 1990 (59 %). La répartition détaillée en 2018 est la suivante : 
zones urbanisées (28,1 %), zones industrielles ou commerciales et réseaux de communication (28,1 %), forêts (23,4 %), espaces verts artificialisés, non agricoles (10 %), prairies (5,4 %), terres arables (3,7 %), mines, décharges et chantiers (1,2 %). L'évolution de l’occupation des sols de la commune et de ses infrastructures peut être observée sur les différentes représentations cartographiques du territoire : la carte de Cassini (XVIIIe siècle), la carte d'état-major (1820-1866) et les cartes ou photos aériennes de l'IGN pour la période actuelle (1950 à aujourd'hui).

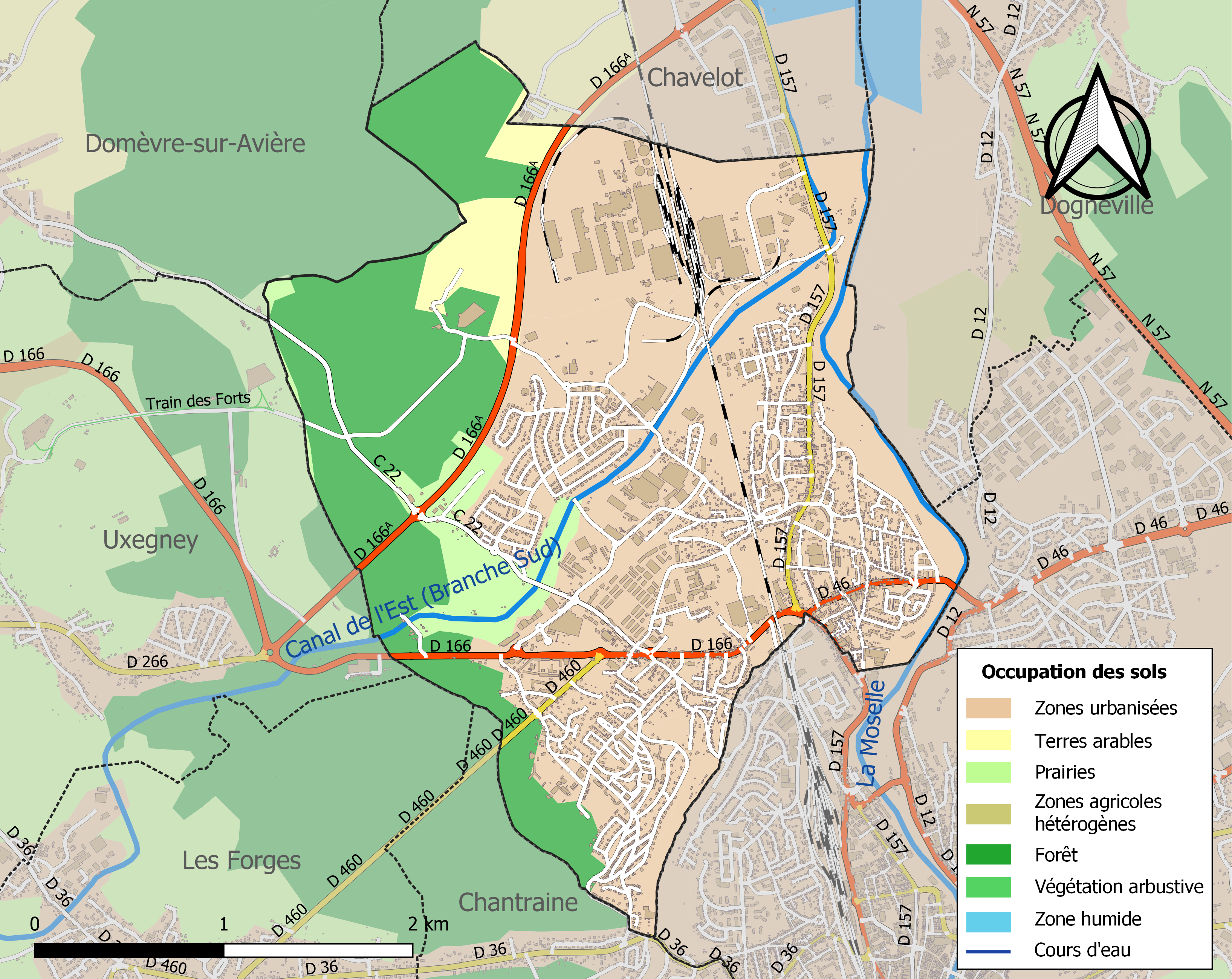
Carte des infrastructures et de l'occupation des sols de la commune en 2018 (CLC).

## Toponymie
Le nom de la localité est attesté sous les formes J. de Golobes (vers 1150) ; Goullebey (1368) ; Goulebey (1395) ; Gollebey (1413) ; Golebey (1423) ; Goulbey (1424) ; Goulby (1459) ; Golbey (1586) ; Golbeium (1768) .

## Histoire
La découverte d'outils primitifs sur cinq sites prouve une occupation humaine dès le Paléolithique. Grossièrement taillées, les pierres mises à jour indiquent que des chasseurs nomades, voire des tribus entières se sont établis sur les berges de la Moselle, près d’un gué et sur les hauteurs avoisinantes.
De nombreux vestiges, dont des statuettes romaines et une meule à grains, attestent l'existence d'habitats gallo-romains plus anciens qu’à Épinal.
Au milieu du XIVe siècle, la peste noire réduit la population à vingt-trois habitants.
En 1710, la paroisse dépend du bailliage d'Épinal.
En 1790, les provinces donnent naissance aux départements. Celui des Vosges provient d'une grande partie de l’ancienne province de Lorraine, de la principauté de Salm et de plusieurs territoires pris à l’Alsace, à la Franche-Comté, à la Champagne et au Barrois. Les départements de la Meuse, de la Meurthe, du Haut-Rhin, du Bas-Rhin, de la Haute-Saône et de la Haute-Marne le délimitent. Aux abords du chef-lieu, Golbey se situe sur la rive gauche de la Moselle, qui trace un trait d’union entre plaine et montagne.
En 1861, Golbey est un village essentiellement rural de 600 habitants. 
En 1881, l’industrialisation naissante et surtout les travaux de la voie ferrée de Mirecourt et du canal de l’Est font doubler la population, qui atteint près de 1 200 habitants.
Au début du XXe siècle, l'essor de nombreuses usines, où prédomine la fabrication textile apparue au XIXe, crée une concentration industrielle.
En 1911, Golbey voit sa composition sociologique bouleversée : il ne reste plus que 60 agriculteurs pour 1 000 ouvriers, dont les familles composent l’essentiel d’une population de 4 178 habitants.
Un bataillon du 17e régiment d'infanterie tient garnison à Golbey en 1914.
Jusqu'en 2005, le 1er régiment de tirailleurs était basé à Golbey avant d'être intégralement transféré à Epinal.
Au début de XXIe siècle, les anciennes entreprises ont disparu mais de nouvelles, établies en périphérie, perpétuent la vocation industrielle de la ville.

### Faits divers
- Le 27 juillet 1962, le commissaire de police Mathieu Rutali est abattu à Golbey par Louis Philippe Guglielmi[19], un dangereux repris de justice évadé de la prison d’Aix-en Provence. En souvenir, son nom est donné à la 23e promotion issue de l'École nationale supérieure de la Police (ENSP) entrée en fonctions en 1973[20].
- Le 7 janvier 2023, un adolescent de 13 ans, Lucas Vermard, se suicide à son domicile. Ses parents dénoncent un harcèlement homophobe subi au collège. L'affaire suscite l'émotion nationale. Les suspects sont relaxés en novembre 2023, la famille et le parquet général de Nancy se pourvoient en cassation contre cette décision[21].

## Politique et administration

### Budget et fiscalité 2022
En 2022, le budget de la commune était constitué ainsi :
- total des produits de fonctionnement : 11 520 000 €, soit 1 291 € par habitant ;
- total des charges de fonctionnement : 9 056 000 €, soit 1 015 € par habitant ;
- total des ressources d'investissement : 4 232 000 €, soit 474 € par habitant ;
- total des emplois d'investissement : 5 631 000 €, soit 631 € par habitant ;
- endettement : 4 657 000 €, soit 522 € par habitant.

Avec les taux de fiscalité suivants :
- taxe d'habitation : 7,91 % ;
- taxe foncière sur les propriétés bâties : 32,07 % ;
- taxe foncière sur les propriétés non bâties : 10,56 % ;
- taxe additionnelle à la taxe foncière sur les propriétés non bâties : 0,00 % ;
- cotisation foncière des entreprises : 0,00 %.

Chiffres clés Revenus et pauvreté des ménages en 2021 : médiane en 2021 du revenu disponible, par unité de consommation : 20 430 €.

### Liste des maires
Depuis 1953, cinq maires se sont succédé :

### Politique environnementale
La commune a été récompensée par une fleur au palmarès 2007 du concours des villes et villages fleuris.

## Population et société

### Démographie

#### Évolution démographique
L'évolution du nombre d'habitants est connue à travers les recensements de la population effectués dans la commune depuis 1793. Pour les communes de moins de 10 000 habitants, une enquête de recensement portant sur toute la population est réalisée tous les cinq ans, les populations de référence des années intermédiaires étant quant à elles estimées par interpolation ou extrapolation. Pour la commune, le premier recensement exhaustif entrant dans le cadre du nouveau dispositif a été réalisé en 2005.

En 2022, la commune comptait 8 827 habitants, en évolution de +2,57 % par rapport à 2016 (Vosges : −2,96 %, France hors Mayotte : +2,11 %).
| 1793 | 1800 | 1806 | 1821 | 1831 | 1836 | 1841 | 1846 | 1856 |
| ---- | ---- | ---- | ---- | ---- | ---- | ---- | ---- | ---- |
| 319  | 375  | 445  | 514  | 579  | 576  | 577  | 603  | 627  |

| 1861 | 1866 | 1876 | 1881  | 1886  | 1891  | 1896  | 1901  | 1906  |
| ---- | ---- | ---- | ----- | ----- | ----- | ----- | ----- | ----- |
| 585  | 637  | 782  | 1 149 | 1 520 | 1 571 | 2 311 | 2 698 | 3 399 |

| 1911  | 1921  | 1926  | 1931  | 1936  | 1946  | 1954  | 1962  | 1968  |
| ----- | ----- | ----- | ----- | ----- | ----- | ----- | ----- | ----- |
| 4 178 | 4 860 | 4 485 | 4 916 | 6 136 | 5 177 | 5 882 | 6 560 | 7 579 |

| 1975  | 1982  | 1990  | 1999  | 2005  | 2006  | 2010  | 2015  | 2020  |
| ----- | ----- | ----- | ----- | ----- | ----- | ----- | ----- | ----- |
| 8 457 | 7 822 | 7 892 | 7 929 | 7 924 | 8 102 | 8 230 | 8 597 | 8 882 |

| 2022  | - | - | - | - | - | - | - | - |
| ----- | - | - | - | - | - | - | - | - |
| 8 827 | - | - | - | - | - | - | - | - |

### Enseignement
Établissements d'enseignements :
- Écoles maternelles et primaires à Golbey, Épinal.
- Collèges à Golbey, Épinal.
- Lycées à Épinal.

### Santé

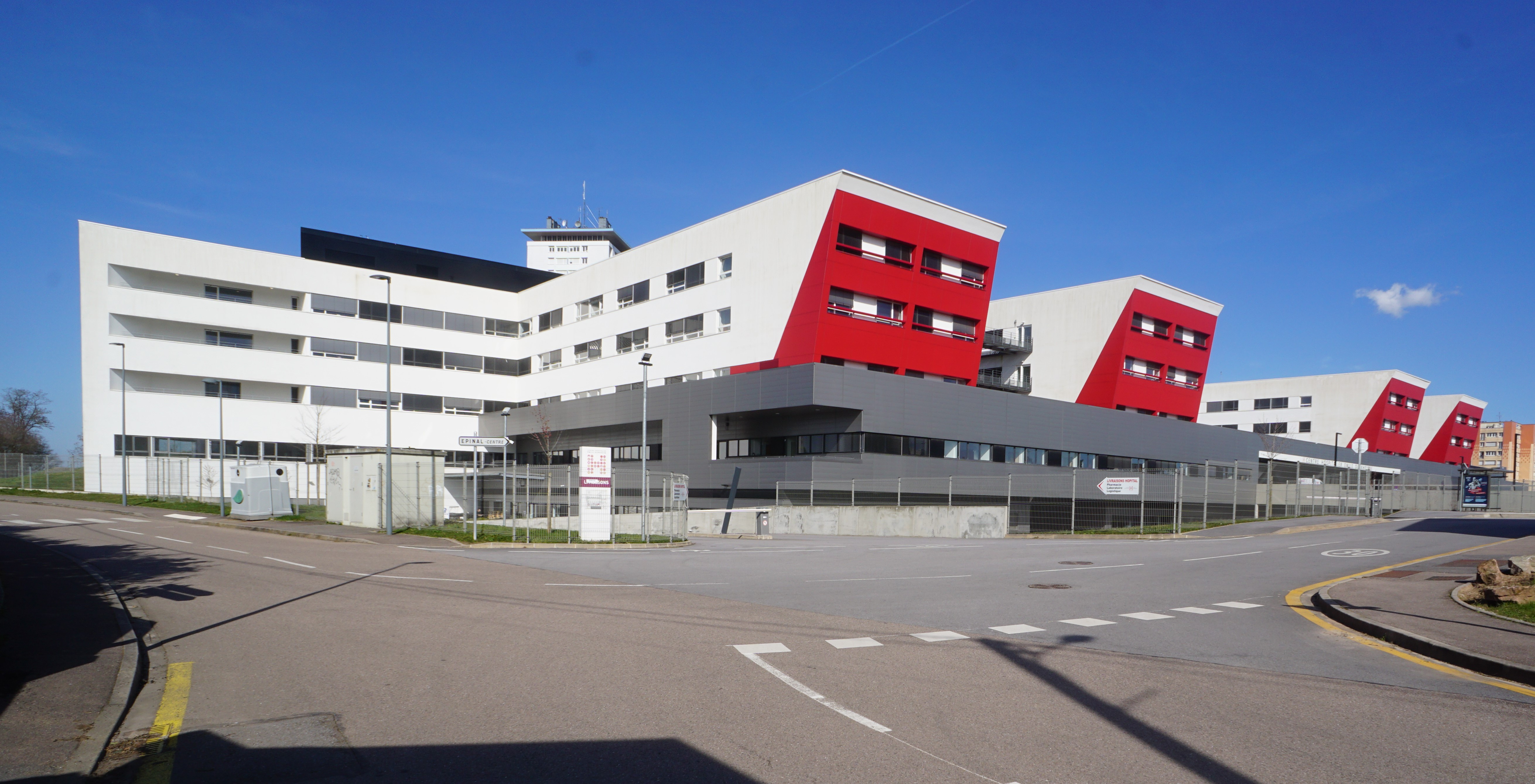
Le centre hospitalier Émile-Durkheim est l'hôpital d'Épinal.

Professionnels et établissements de santé :
- Golbey possède un établissement de santé spécialisé en soins de suite, médecine physique et de réadaptation couplé à un EHPAD ayant un service adapté aux personnes touchées par la maladie d'Alzheimer[34].

Cet établissement est rattaché au centre hospitalier Émile-Durkheim (principal hôpital du département) situé dans la ville voisine d'Épinal et équipé d'urgences où se rendent les habitants de Golbey.

### Sports
- Basket-ball (N1) : GET Vosges (Golbey-Épinal-Thaon, issu de l'Association Sportive Golbey-Épinal et de la fusion avec Thaon-les-Vosges)
- Football (R1) : ES Golbey (Entente Sportive Golbéenne)
- Course à pied et cyclosport : A.C Golbey, club faisant partie de l'organisme UFOLEP
- Judo : JC Golbey
- Pétanque golbéenne
- Tennis de table : La raquette golbéenne
- Karate Kyokushinkai : Daishin Dojo Golbey

### Cultes
- Culte catholique, Paroisse Saint-Goëry, Diocèse de Saint-Dié.

## Économie

### Entreprises et commerces

#### Agriculture
- Culture de légumes, de melons, de racines et de tubercules.
- Sylviculture et autres activités forestières.
- Reproduction de plantes.
- Élevage d'ovins et de caprins

#### Tourisme
- Hébergements et restauration à Épinal, Pouxeux, Cheniménil, Xertigny, Vincey, Tendon.

#### Commerces et industrie

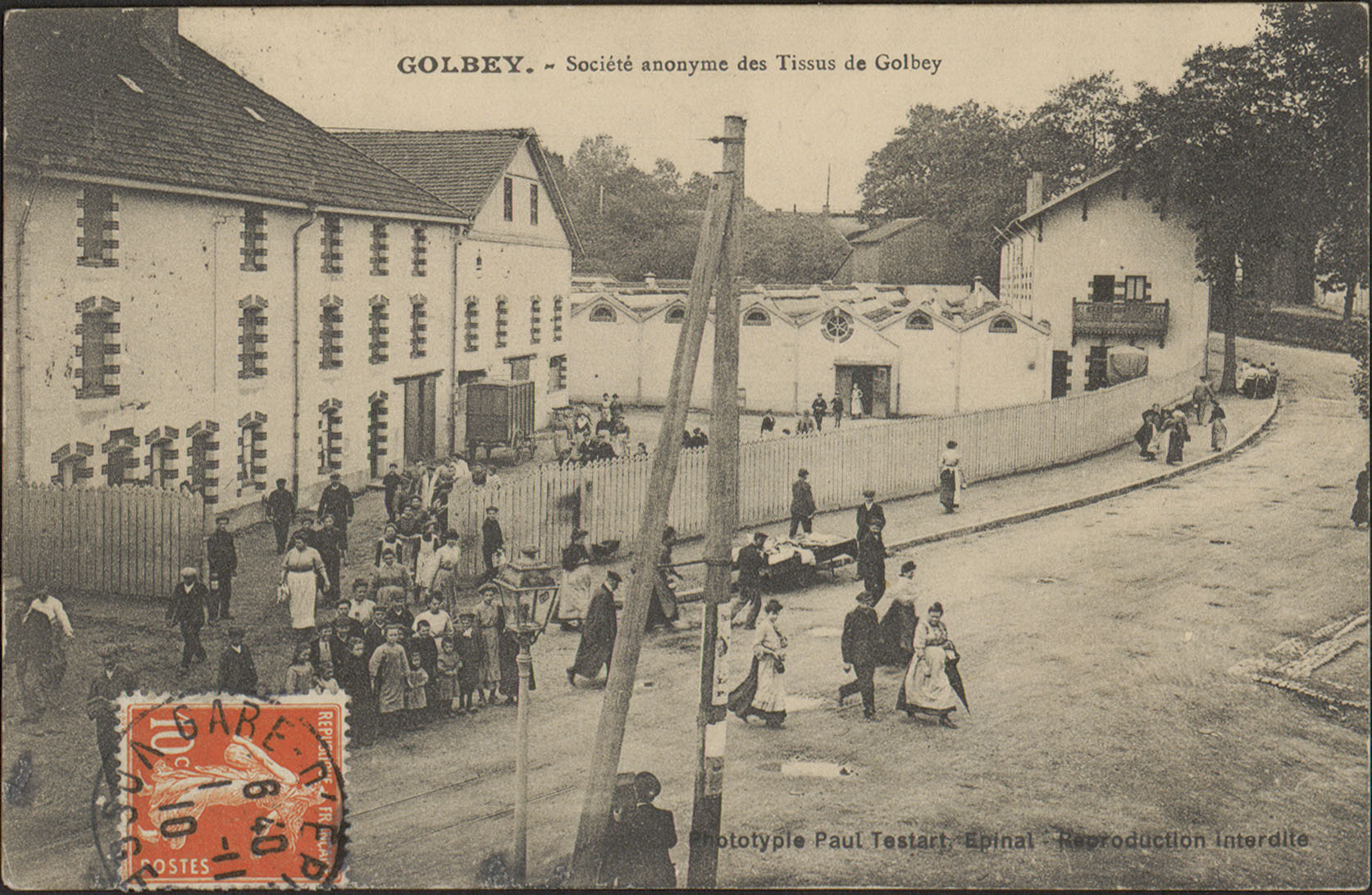
Ancienne Société anonyme des tissus de Golbey (fonds photographique Paul Testart).

- Commerces et services de proximité.
- Trane France, fabricants de climatiseurs.
- Pavatex, isolation ouate de cellulose (groupe Soprema).
- Norske Skog Golbey, papeterie.
- Michelin, renforts métalliques pour pneumatiques[36].
- Fives Industry, échangeurs de chaleur et les pompes cryogéniques.
- cabinet AJ Courtage.
- Circet télécommunications[37].
- Filature de la gosse[38],[39].

## Culture locale et patrimoine

### Lieux et monuments
Plusieurs monuments sont inscrits sur l'inventaire national du patrimoine culturel. 
- Église Saints-Abdon-et-Sennen,

et son orgue construit par Henri Didier en 1893, reconstruit par Jacquot-Lavergne et agrandi par Gonzalez,,.
- Le pont-canal de Golbey permet de rejoindre le port d'Épinal à partir du canal de l'Est.
- Le fort de la Grande Haye construit de 1882 à 1884 au nord de Golbey et de la place forte d'Épinal est visitable à la belle saison.
- Monument aux morts[44] : Conflits commémorés : Guerre 1939-1945.

Quelques vues de Golbey
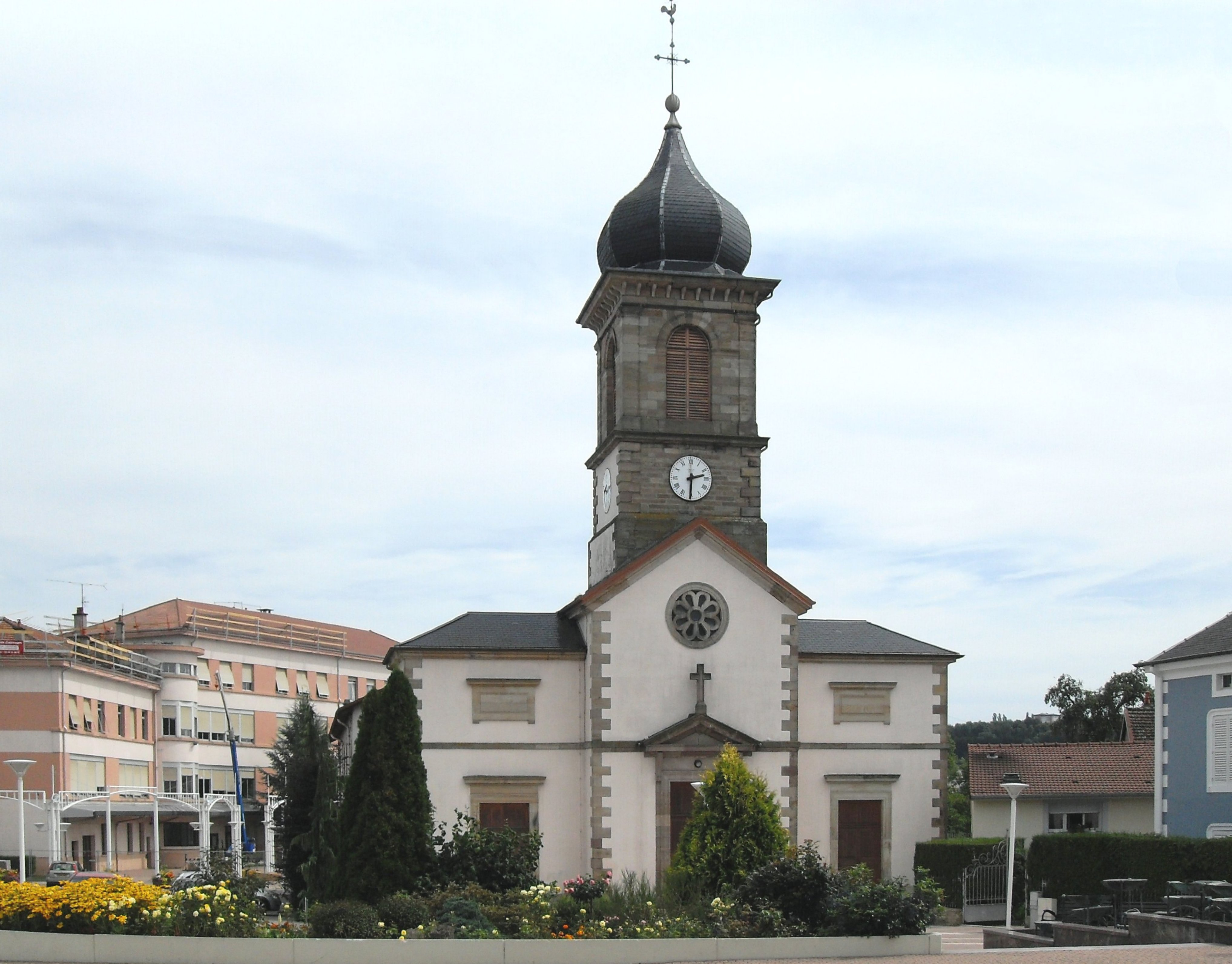
L'église Saint-Abdon-et-Sennen.
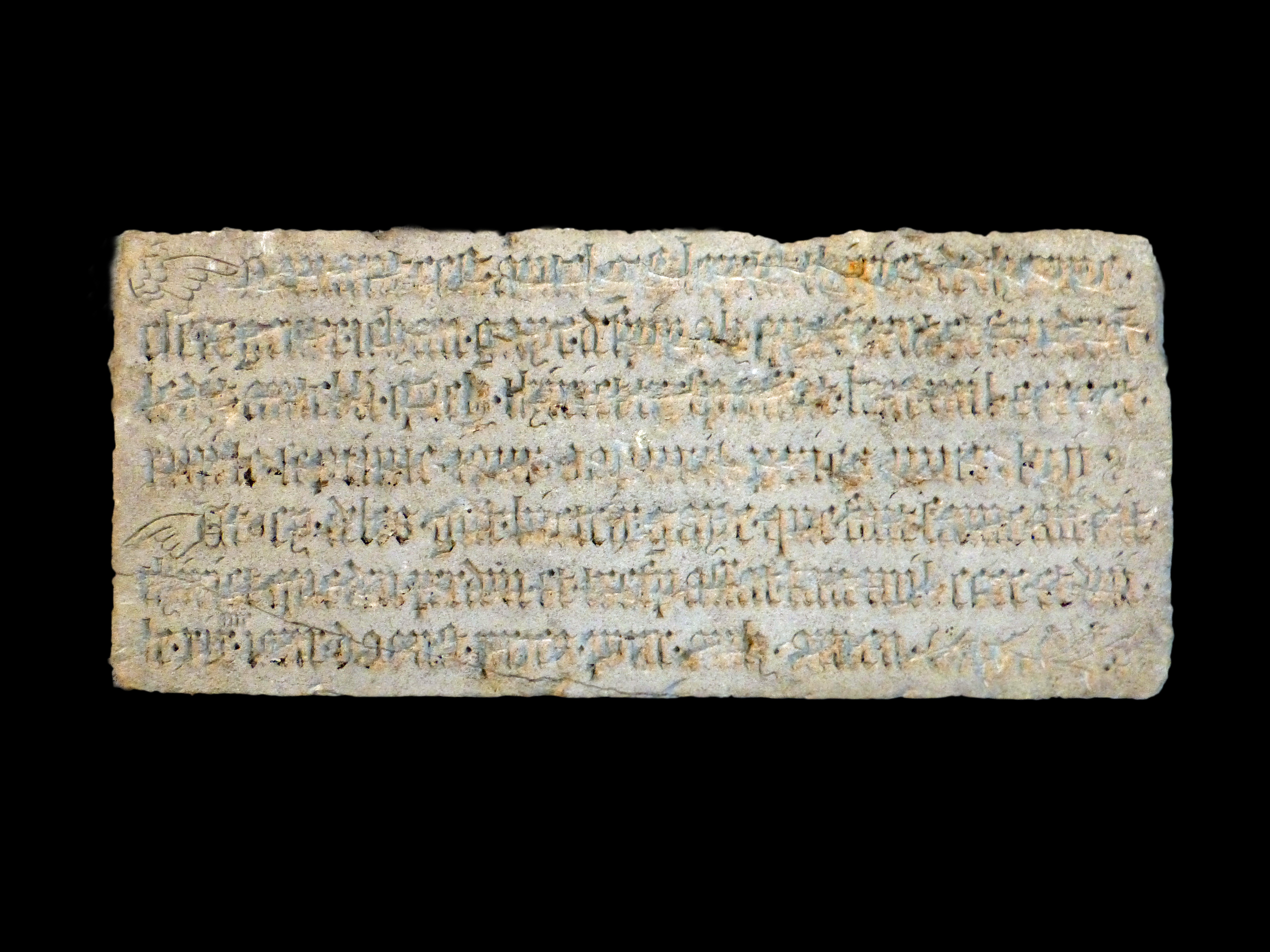
Épitaphe de l'ancienne église[45].
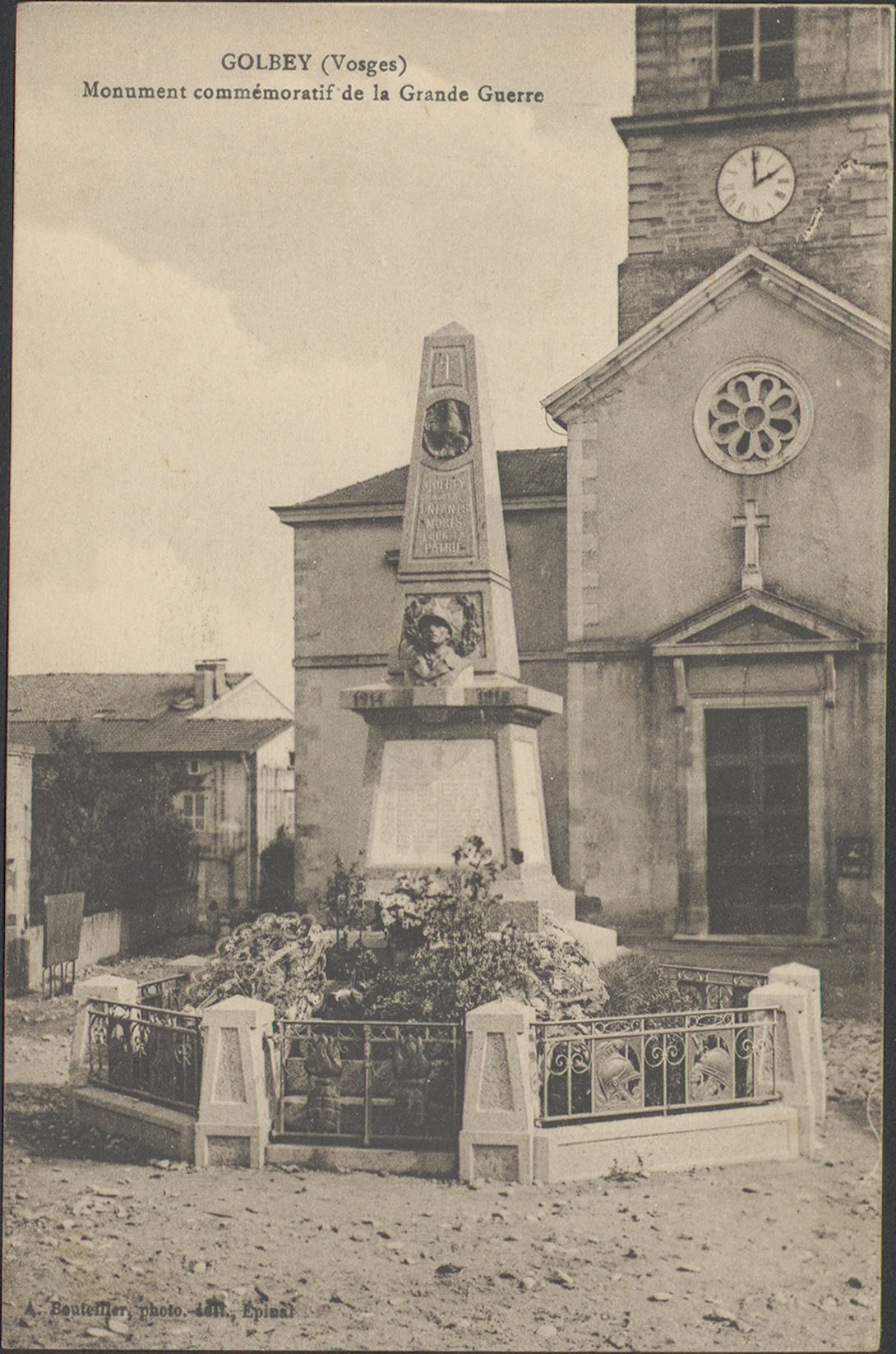
Monument commémoratif de la Grande Guerre.
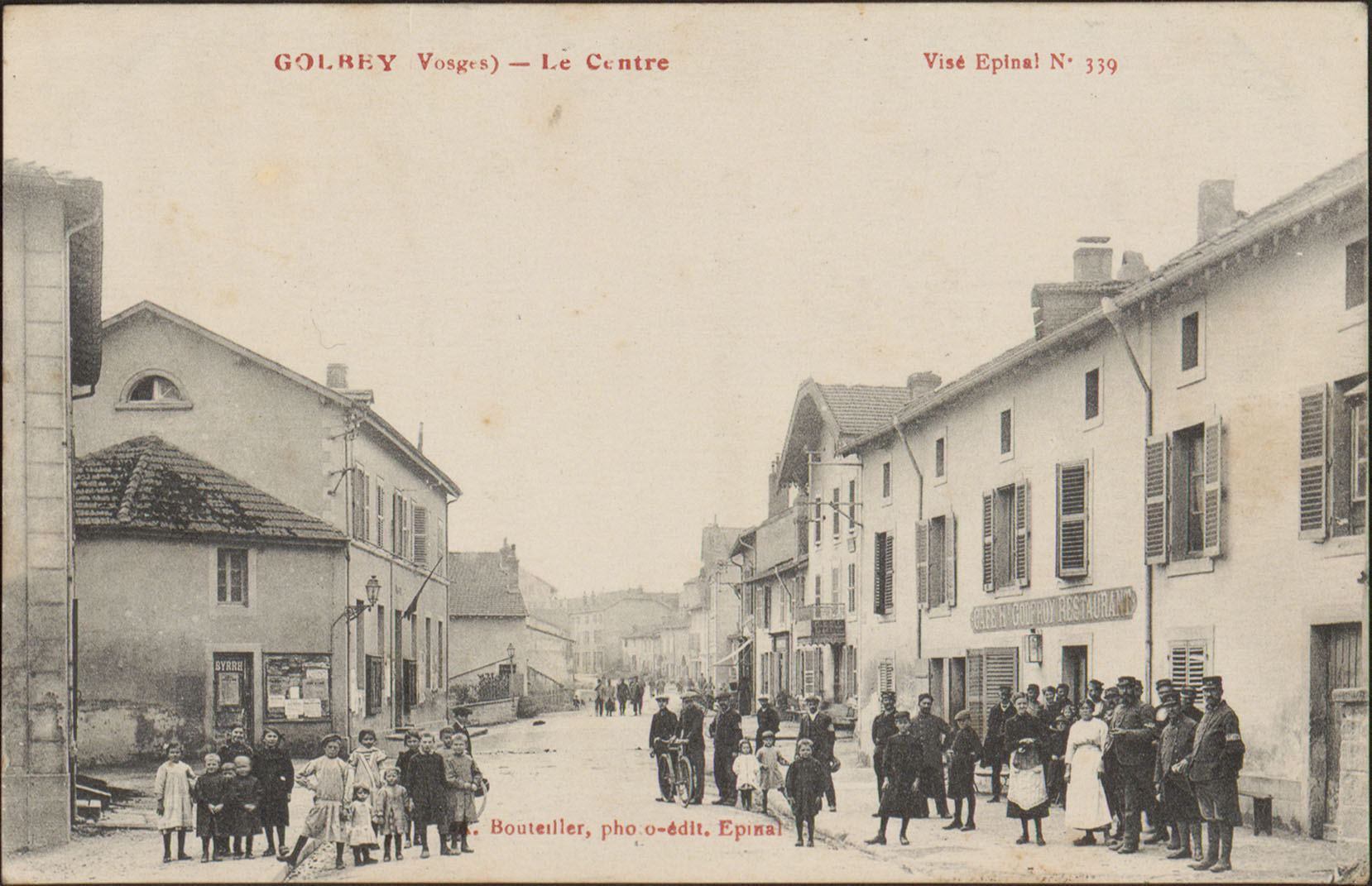
Vue ancienne du centre.
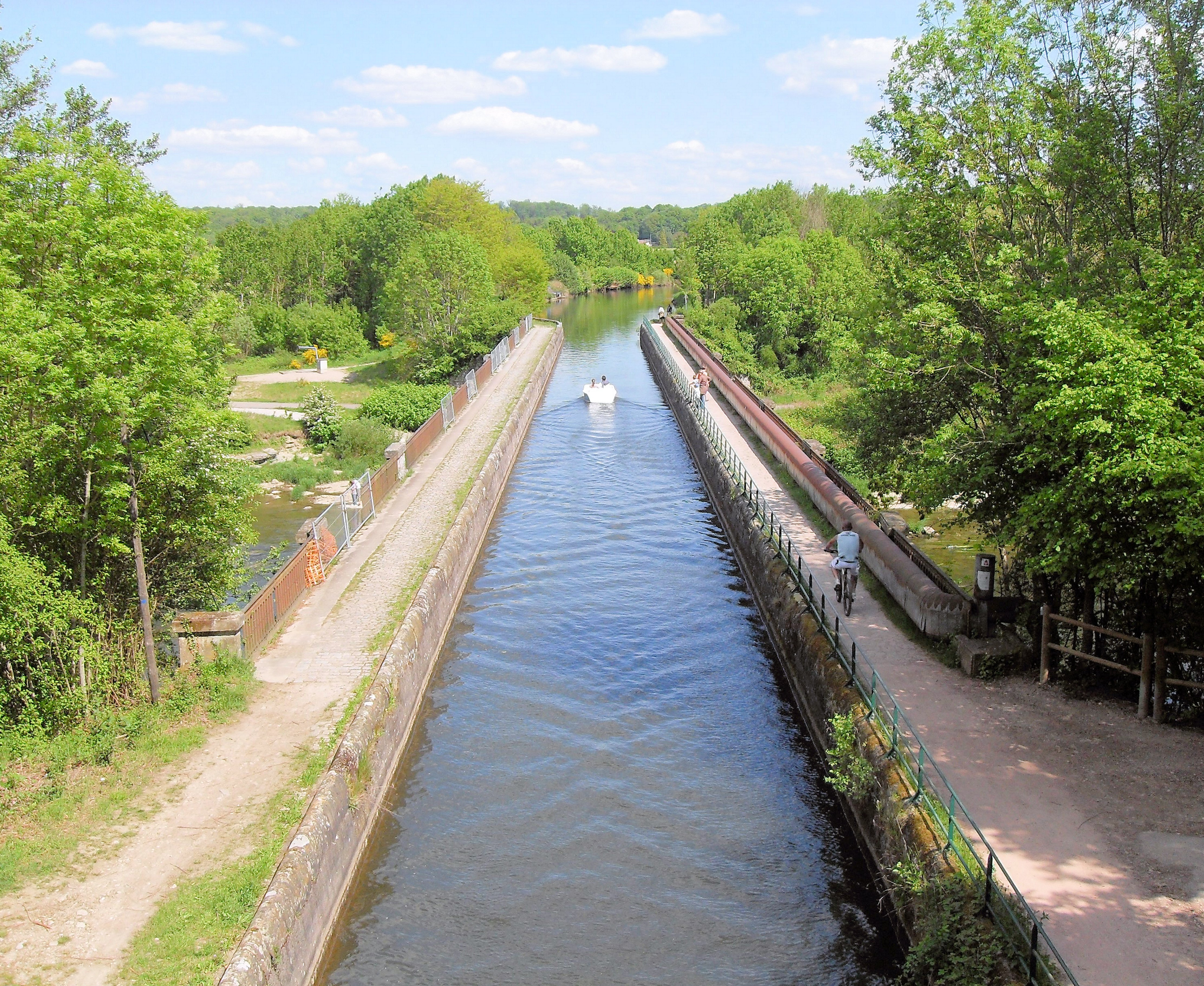
Pont-canal sur la Moselle.
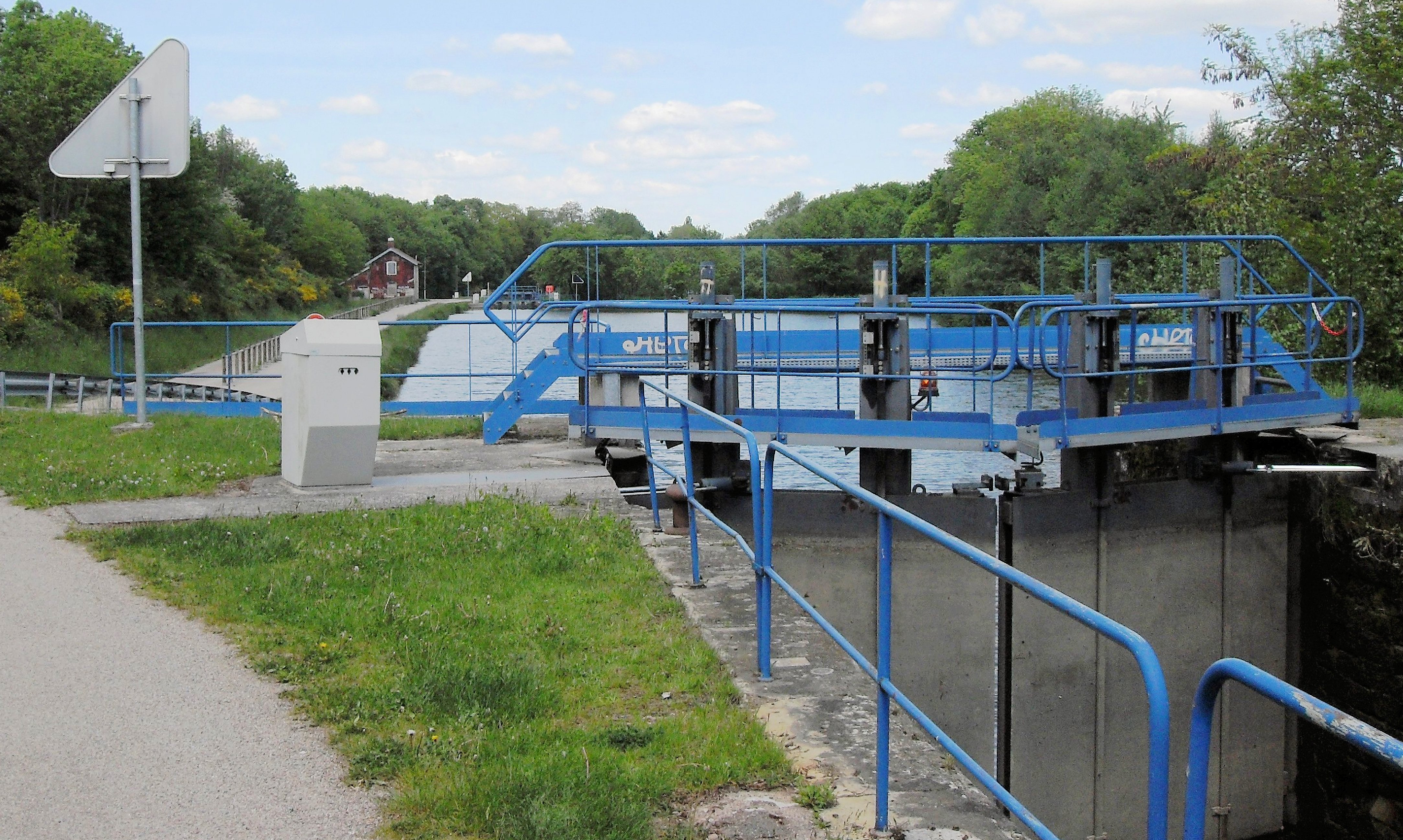
Écluse 11M.0.
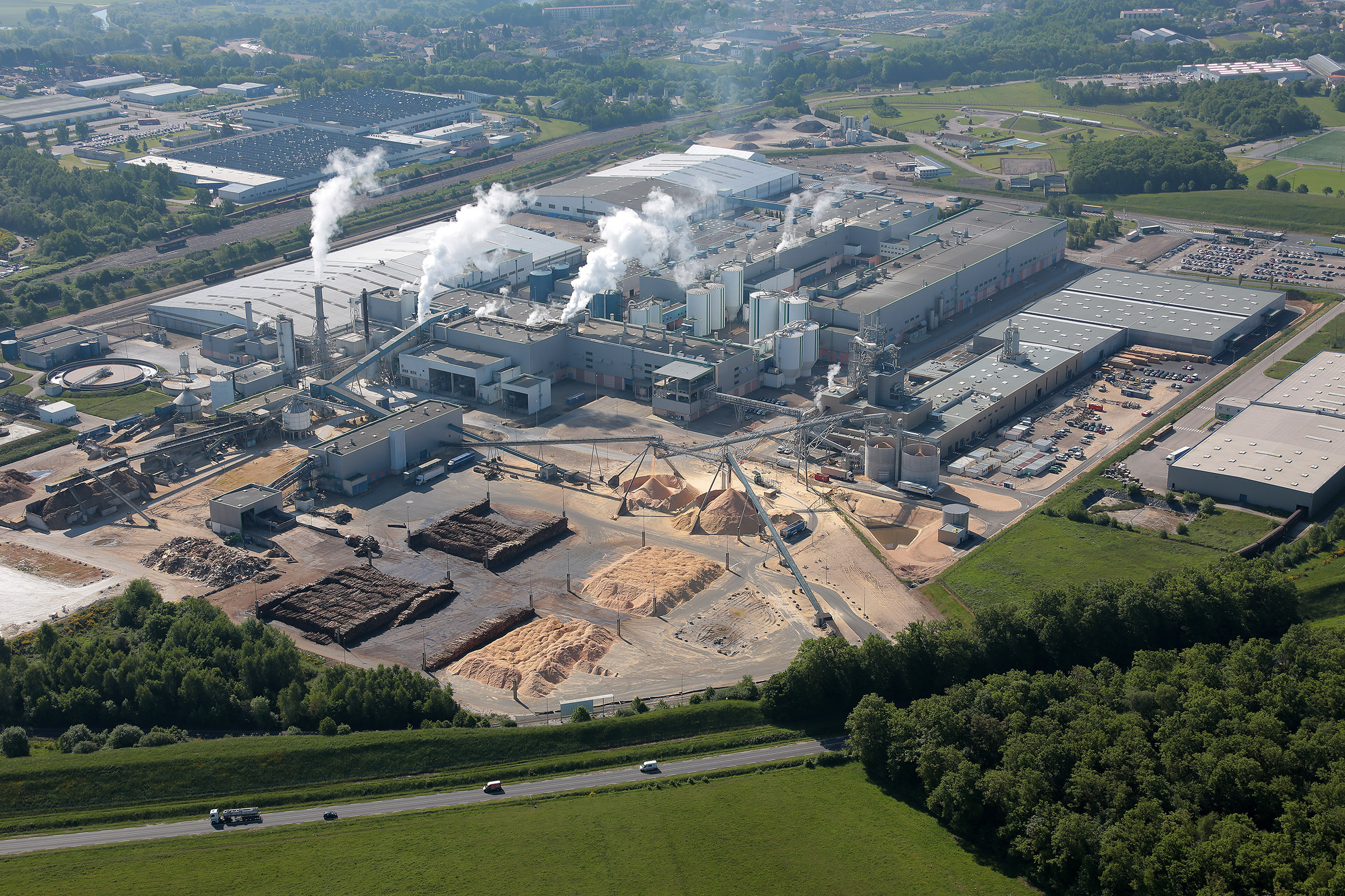
Vue aérienne de l'usine NorskeSkog.

### Personnalités liées à la commune
- Jean Leroy, député sous la Troisième République, est mort à Golbey en 1978.
- Joseph Claudel, ingénieur[46].
- Roger Armbruster, artiste peintre, dessinateur en architecture, et passionné pour l'archéologie et la préhistoire[47].
- Joseph Haustête, ecclésiastique[48].
- Jean-Baptiste Joseph André Demange, colonel[49].
- Marcel Beldicot, sportif cycliste lorrain[50].
- Nicolas Mathieu, écrivain, prix Erckmann-Chatrian 2014 et prix Goncourt 2018 pour Leurs enfants après eux, a passé son enfance et son adolescence dans la zone pavillonnaire Jeanne-d'Arc à Golbey[51],[52].
- Mathieu Rutali, commissaire de police tué par un gangster en 1962, dont une promotion de l'École nationale supérieure de la Police porte le nom[20].
- Lucas Vermard, adolescent de 13 ans qui met fin à ses jours le 7 janvier 2023 ; les parents dénoncent un harcèlement homophobe à son collège[53],[54],[55],[56],[57],[58].

### Héraldique
| Blason | Blasonnement : De sinople à la roue dentée d’argent, de huit dents, au chef d’or à la bande de gueules, chargées de trois sapins arrachés d’argent. Commentaires : Composé par le Golbéen Louis Mathieu, le blason a été adopté le 10 octobre 1957. Le vert rappelle les cultures traditionnelles de la cité et la roue dentée son industrialisation moderne. Le chef reprend les couleurs de la Lorraine et les trois sapins du département des Vosges,. |